# Valtablado del Río
Valtablado del Río es un municipio y localidad española de la provincia de Guadalajara, en la comunidad autónoma de Castilla-La Mancha. Una parte del término, que tiene una población de 8 habitantes (INE 2024), está incluido en el parque natural del Alto Tajo.

## Geografía
En el siglo XIX se mencionan los «buenos montes poblados de pino, carrasca y roble» existentes en el término municipal, el cual es atravesado por el río Tajo.

## Historia
A mediados del siglo XIX, la villa tenía contabilizada una población de 110 habitantes. Aparece descrita en el decimoquinto volumen del Diccionario geográfico-estadístico-histórico de España y sus posesiones de Ultramar de Pascual Madoz de la siguiente manera:

VALTABLADO DEL RIO: v. con ayunt. en la prov. de Guadalajara (12 leg.), part. jud. de Cifuentes (4), aud. terr. de Madrid (22), c. g. de Castilla la Nueva, dióc. de Sigüenza (12): sit. en un cerro con buena ventilación y deliciosas vistas; goza de clima sano: tiene 36 casas; la consistorial; una fuente de buenas aguas; escuela de instruccion primaria á cargo de un maestro, dotado con 250 rs.; una igl. (San Vicente Mártir) aneja de la de Arbeteta: confina el térm. con los de Ocentejo, Arbeteta, Armallones y Morillejo: el terreno atravesado por el r. Tajo, es quebrado y de mediana calidad; tiene buenos montes poblados de pino, carrasca y roble. caminos: los locales en mal estado. correo: se recibe y despacha en Cifuentes. prod.: cereales, legumbres, patatas, cáñamo, leñas de combustible y carboneo, y buenos pastos con los que se mantiene ganado lanar, cabrio, vacuno, mular y asnal; abunda la caza mayor y menor, y la pesca de truchas, barbos, anguilas, loinas y cangrejos. ind.: la agrícola y un molino harinero. pobl.: 29 vecinos, 110 alm. cap. prod.: 586,667 rs. imp.: 35,200. contr., 1,061. 
En 1811 quemaron los franceses el puente que esta pobl. tenia sobre el Tajo.
(Madoz, 1849, p. 495)

Su alcalde, desde el año 2007, es Mariano Alfaro Arenas, funcionando el municipio como un sistema de concejo abierto en diversas legislaturas.

## Demografía
Valtablado del Río cuenta con una población de 8 habitantes (INE 2024).
| Gráfica de evolución demográfica de Valtablado del Río entre 1842 y 2021                                            |
| |
| Población de derecho según los censos de población del INE Población de hecho según los censos de población del INE |

| 18            | 16 | 15 | 18 | 10 | 12 | 9 |
| (Fuente: INE) |    |    |    |    |    |   |

Es el segundo municipio más pequeño de la provincia.

## Patrimonio
- Iglesia parroquial bajo la advocación de San Vicente Mártir,[1] obra del siglo XVI.
- Ayuntamiento.

## Fiestas
- Fiestas patronales en honor de san Vicente, primer fin de semana del mes de agosto.